# Carlevaro & Savio
Pour les articles homonymes, voir Savio.
Carlevaro & Savio était une entreprise de construction de remontées mécaniques italienne. 
Elle a mis au point, dans les années 1940 une attache débrayable (pince) pour téléportés qui lui a permis de réaliser, en 1949, la première télécabine débrayable du monde à Alagna (Italie). 
Elle développe ce système dans le monde, notamment dans le Vermont aux États-Unis et autorise l'exploitation sous licence, de ses brevets par d'autres constructeurs, comme, en France, où Câbles et monorails Mancini & Co., inaugura à Villard-de-Lans en 1951 la première télécabine de France avec un engin analogue.